# Чубровский, Владимир Новомирович
Владимир Новомирович Чубровский (род. 15 января 1968) — советский и российский легкоатлет, специалист по бегу на короткие дистанции. Выступал во второй половине 1980-х — первой половине 1990-х годов, обладатель бронзовой медали чемпионата Европы среди юниоров, призёр первенств всесоюзного и всероссийского значения. Представлял Новосибирск и физкультурно-спортивное общество «Динамо».

## Биография
Владимир Чубровский родился 15 января 1968 года. Занимался лёгкой атлетикой в Новосибирске, выступал за всесоюзное физкультурно-спортивное общество «Динамо».
Первого серьёзного успеха добился в сезоне 1987 года, когда вошёл в состав советской сборной и выступил на юниорском европейском первенстве в Бирмингеме, где в программе эстафеты 4 × 400 метров вместе с соотечественниками Николаем Грицаем, Вадимом Задойновым и Владимиром Лыткиным завоевал бронзовую награду, уступив только командам из Великобритании и Польши.
В 1990 году на зимнем чемпионате СССР в Челябинске стал серебряным призёром в беге на 400 метров, пропустив вперёд Владимира Просина.
После распада Советского Союза Чубровский ещё в течение некоторого времени оставался действующим спортсменом и продолжал принимать участие в различных всероссийских стартах. Так, в 1992 году в 400-метровой дисциплине он одержал победу на зимнем чемпионате России в Волгограде.
На чемпионате России 1994 года в Санкт-Петербурге с командой Новосибирской области стал бронзовым призёром в эстафете 4 × 400 метров.